# NSWRL 1947
Die NSWRL 1947 war die 40. Saison der New South Wales Rugby League Premiership, der ersten australischen Rugby-League-Meisterschaft. Den ersten Tabellenplatz nach Ende der regulären Saison belegten die Canterbury-Bankstown Bulldogs. Diese verloren sowohl das Final als auch das Grand Final gegen die Balmain Tigers, die damit zum zehnten Mal die NSWRL gewannen.
1947 nahmen mit den Manly-Warringah Sea Eagles und den Parramatta Eels zwei neue Mannschaften teil, wodurch sich die Anzahl der Mannschaften erstmals auf 10 erhöhte.

## Tabelle
|      | Team                          | Spiele | Siege | Unent. | Ndlg. | Spiel- punkte | Diff. | Tabellen- punkte |
| ---- | ----------------------------- | ------ | ----- | ------ | ----- | ------------- | ----- | ---------------- |
| 01.  | Canterbury-Bankstown Bulldogs | 18     | 13    | 1      | 4     | 366:272       | + 94  | 27               |
| 02.  | Balmain Tigers                | 18     | 12    | 0      | 6     | 342:265       | + 77  | 24               |
| 03.  | Newtown Jets                  | 18     | 11    | 1      | 6     | 375:302       | + 73  | 23               |
| 04.  | St. George Dragons            | 18     | 11    | 0      | 7     | 353:272       | + 81  | 22               |
| 05.  | Western Suburbs Magpies       | 18     | 11    | 0      | 7     | 295:253       | + 42  | 22               |
| 06.  | North Sydney Bears            | 18     | 9     | 1      | 8     | 287:278       | + 9   | 19               |
| 07.  | South Sydney Rabbitohs        | 18     | 9     | 0      | 9     | 314:328       | - 14  | 18               |
| 08.  | Eastern Suburbs               | 18     | 5     | 1      | 12    | 270:316       | - 46  | 11               |
| 09.  | Manly-Warringah Sea Eagles    | 18     | 4     | 0      | 14    | 242:364       | - 122 | 8                |
| 010. | Parramatta Eels               | 18     | 3     | 0      | 15    | 230:424       | - 194 | 6                |

## Playoffs

### Ausscheidungsplayoff
| 27. August | Western Suburbs Magpies | 10 : 5 | St. George Dragons | Sydney Sports Ground, Sydney Zuschauer: 13.552 Schiedsrichter: Jack O’Brien |
| 27. August | Bericht                 |        |                    | Sydney Sports Ground, Sydney Zuschauer: 13.552 Schiedsrichter: Jack O’Brien |

- Das Spiel fand statt, da Western Suburbs und St. George punktgleich waren.

### Halbfinale
| 30. August | Canterbury-Bankstown Bulldogs | 25 : 15 | Newtown Jets | Sydney Cricket Ground, Sydney Zuschauer: 36.303 Schiedsrichter: George Bishop |
| 30. August | (4:2) Bericht                 |         |              | Sydney Cricket Ground, Sydney Zuschauer: 36.303 Schiedsrichter: George Bishop |

| 6. September | Balmain Tigers | 27 : 16 | Western Suburbs Magpies | Sydney Sports Ground, Sydney Zuschauer: 29.375 Schiedsrichter: Tom McMahon Jr. |
| 6. September | (9:11) Bericht |         |                         | Sydney Sports Ground, Sydney Zuschauer: 29.375 Schiedsrichter: Tom McMahon Jr. |

### Final
| 13. September | Balmain Tigers | 25 : 19 | Canterbury-Bankstown Bulldogs | Sydney Sports Ground, Sydney Zuschauer: 34.994 Schiedsrichter: Jack O’Brien |
| 13. September | (10:7) Bericht |         |                               | Sydney Sports Ground, Sydney Zuschauer: 34.994 Schiedsrichter: Jack O’Brien |

### Grand Final
| 20. September | Balmain Tigers                                                             | 13 : 9        | Canterbury-Bankstown Bulldogs                                      | Sydney Sports Ground, Sydney Zuschauer: 29.292 Schiedsrichter: Jack O’Brien |
| 20. September | Versuche: Jorgenson Erhöhungen: Jorgenson (1/1) Straftritte: Jorgenson (4) | (4:7) Bericht | Versuche: Hasson Erhöhungen: Hasson (1/1) Straftritte: Johnson (2) | Sydney Sports Ground, Sydney Zuschauer: 29.292 Schiedsrichter: Jack O’Brien |

| 1  | Jack McCullough  |
| 2  | Robert Lulham    |
| 3  | Pat Devery       |
| 4  | Cecil Jorgenson  |
| 5  | Arthur Patton    |
| 6  | Des Bryan        |
| 7  | George Williams  |
| 8  | Tom Bourke       |
| 9  | Sid Ryan         |
| 10 | Harry Bath       |
| 11 | John Brannigan   |
| 12 | Herb Gilbert Jr. |
| 13 | Jack Spencer     |

| 1  | Dick Johnson   |
| 2  | Jeff Simmonds  |
| 3  | Eddie Tracey   |
| 4  | Norman Young   |
| 5  | Morrie Murphy  |
| 6  | Roy Hasson     |
| 7  | Bruce Hopkins  |
| 8  | Len Holmes     |
| 9  | Ken Charlton   |
| 10 | Alister Clarke |
| 11 | Henry Porter   |
| 12 | Roy Kirkaldy   |
| 13 | Eddie Burns    |